# Л’Анс (Мичиган)
Л’Анс  — деревня и административный центр округа Бэрага, штат Мичиган. По переписи 2020 года население составляло 1874 человека. Деревня расположена в тауншипе Л’Анс на Верхнем полуострове, и частично в индейской резервации Л’Анс .

## История
Этот район долгое время был заселен людьми из племени оджибва (чиппева) с озера Верхнее. Намного позже французские колонисты основали здесь пост по торговле мехом как часть Новой Франции и миссии иезуитов, назвав его Л’Анс. С французского языка Л’Анс переводится как «бухта» или «залив», что указывает на его расположение в южной части залива Л’Анс, части более крупного залива Кивино, у подножия полуострова Кивино. Современная деревня выросла вокруг этого французского торгового поста.
После договоров с Соединёнными Штатами в 19 веке оджибва / чиппева уступили обширные участки земли в Мичигане. Созданная здесь индейская резервация Л’Анс — самая большая и самая старая в Мичигане.
В 1896 году деревня полностью сгорела дотла в результате смертельного пожара, в результате которого многие остались без крова.

## География
По данным Бюро переписи населения США, общая площадь деревни составляет 6,55 км 2, и вся она имеет сушу.

## Достопримечательности
Парк Л’Анс Waterfront на проспекте Бэрага в центре города — красивое и живописное место для отдыха. 
Водопады реки Фолс в центре Л’Анса представляют собой очень длинную серию каскадных водопадов, которые охватывают всю ширину реки Фолс.

## Транспорт
US 41 проходит через самую южную часть деревни.
М-38 начинается в деревне Бэрага, через залив от Л’Анса.
Автобусная линия Indian Trails осуществляет ежедневное междугороднее автобусное сообщение между Ханкоком, штат Мичиган, и Милуоки, штат Висконсин, с остановкой в Л'Ансе.

## Демография

### Перепись 2020 года
По переписи 2020 года население составляло 1874 человека. Плотность населения составляла 284,2 человека на квадратный километр . Было 980 единиц жилья со средней плотностью 148,6/км 2 . Расовый состав деревни был 85,6% белых , 5,8% коренных американцев , 0,5% азиатов , 0,2% чёрных или афроамериканцев , 0,1% жителей тихоокеанских островов , 0,4% представителей других рас и 7,5% представителей двух или более рас. Этнически население составляло 0,8% латиноамериканцев или латиноамериканцев любой расы.

### Перепись 2010 года
По переписи 2010 года в селе проживало 2011 человек, 874 двора и 502 семьи. Плотность населения составляла 306,9 человека на квадратный километр . Было 988 единиц жилья со средней плотностью 150,8/км 2. Расовый состав населения: 88,7 % белых , 1,4 % афроамериканцев , 5,0 % коренных американцев , 0,2 % азиатов , 0,1 % представителей других рас и 4,6 % представителей двух и более рас. Латиноамериканцы или латиноамериканцы любой расы составляли 0,9% населения.
Насчитывалось 874 домохозяйства, из которых в 28,1% проживали дети в возрасте до 18 лет, 40,0% составляли совместно проживающие супружеские пары , в 12,2% проживала женщина без мужа, в 5,1% проживала мужчина без жены, и 42,6% не были членами семьи. 37,9% всех домохозяйств состоят из отдельных лиц, а в 16,4% проживают одинокие люди в возрасте 65 лет и старше. Средний размер домохозяйства составлял 2,16 человека, а средний размер семьи - 2,82 человека.
Средний возраст составил 41,7 года. 22,9% жителей были моложе 18 лет; 6,8% были в возрасте от 18 до 24 лет; 24,3% были в возрасте от 25 до 44 лет; 24,1% были в возрасте от 45 до 64 лет; и 21,8% были в возрасте 65 лет и старше. Гендерный состав села: 47,6% мужчин и 52,4% женщин.

### Перепись 2000 года
По переписи 2000 года в селе проживало 2107 человек, 894 двора и 540 семей. Плотность населения составляла 317,3 человека на квадратный километр . Насчитывалась 981 единица жилья со средней плотностью 147,8 на км 2 . Расовый состав населения: 91,22% белых , 0,09% афроамериканцев , 5,55% коренных американцев , 0,19% азиатов , 0,05% жителей тихоокеанских островов и 2,90% представителей двух или более рас. Латиноамериканцы или латиноамериканцы любой расы составляли 0,57% населения. 27,9% были финны , 11,6%Немецкое , 9,4% французское , 7,5% норвежское , 5,9% франко-канадское и 5,1% английское происхождение согласно переписи 2000 года .
Насчитывалось 894 домохозяйства, из которых в 25,6% проживали дети в возрасте до 18 лет, 46,4% составляли совместно проживающие супружеские пары , в 9,8% проживала женщина без мужа, а 39,5% не были членами семьи. 34,2% всех домохозяйств состоят из отдельных лиц, а в 16,2% проживают одинокие люди в возрасте 65 лет и старше. Средний размер домохозяйства составлял 2,23 человека, а средний размер семьи - 2,86 человека.
21,3% населения были моложе 18 лет, 7,3% — от 18 до 24 лет, 25,6% — от 25 до 44 лет, 23,9% - от 45 до 64 лет и 21,9% - в возрасте 65 лет и старше. Средний возраст составил 42 года. На каждые 100 женщин приходилось 88,8 мужчин. На каждые 100 женщин в возрасте 18 лет и старше приходилось 87,3 мужчин.
Средний доход семьи составлял 31 406 долларов, а средний доход семьи - 38 984 доллара. Средний доход мужчин составлял 31 583 доллара, а женщин - 20 929 долларов. Доход на душу населения составлял 15 857 долларов. Около 6,6% семей и 11,0% населения находились за чертой бедности , в том числе 14,6% лиц моложе 18 лет и 6,1% лиц в возрасте 65 лет и старше.